# Brasil (spookeiland)

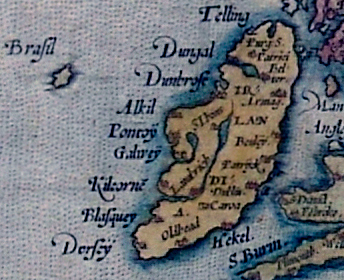
Brasil op een kaart van Abraham Ortelius uit 1572

Brasil, ook wel gespeld als Hy-Brasil en andere varianten, is een spookeiland dat ten westen van Ierland zou hebben gelegen. In de Ierse mythologie wordt over het eiland verhaald dat het in mist gehuld is en slechts eens per zeven jaar één dag te zien zou zijn, maar niet bereikt kan worden.

## Etymologie
De herkomst van de naam is onbekend, maar volgens Ierse tradities heeft het wortels in de uitdrukking Uí Breasail, (clan van Breasal). Breasal was in de mythologie de Hoge Koning van de wereld. In het Oudiers staat Í voor eiland en bres voor rijk, groot, machtig, zoals in Bres uit de Ierse mythologie. Een verband met Brazilië is onwaarschijnlijk.

## Op zeekaarten
Op kaarten verscheen Brasil, als Bracile, voor het eerst in 1325: op een portolaan van Angelino Dulcert. In 1375 werd het vermeld op de Catalaanse wereldkaart. Een enkele bron meldt een voorkomen op kaartmateriaal uit 1350. In 1436 werd Brasil weergegeven op een zeekaart van de Italiaanse zeeman en cartograaf Andrea Bianco. Op een Catalaanse zeekaart uit 1480 staan zelfs twee Brasils: eentje ten Zuid-Westen van Ierland en de andere bij Groenland.
Veel kaarten tonen Brasil als twee eilanden naast elkaar, of als één eiland met een kanaal door het midden. Er zijn diverse pogingen ondernomen om het eiland te vinden, maar die bleven telkens vruchteloos. Desondanks werd Brasil tot in 1865 op kaarten vermeld.

## Zoektochten
In 1480 verliet een schip de haven van Bristol op zoek naar het eiland, een jaar later vertrokken twee schepen met hetzelfde doel. In 1497 trok de Venetiaanse ontdekkingsreiziger John Cabot er met vijf schepen op uit, onder meer om Brasil te vinden. Geen van deze tochten leverde iets op.
In 1674 rapporteerde een zekere kapitein John Nisbet het eiland waargenomen te hebben. Het zou bevolkt zijn door grote zwarte konijnen en een eenzame tovenaar in een stenen kasteel.
De Porcupine-bank, een zandbank op ongeveer 200 kilometer ten westen van Ierland die in 1862 werd ontdekt, is enige tijd met Brasil geassocieerd.

## Afbeeldingen

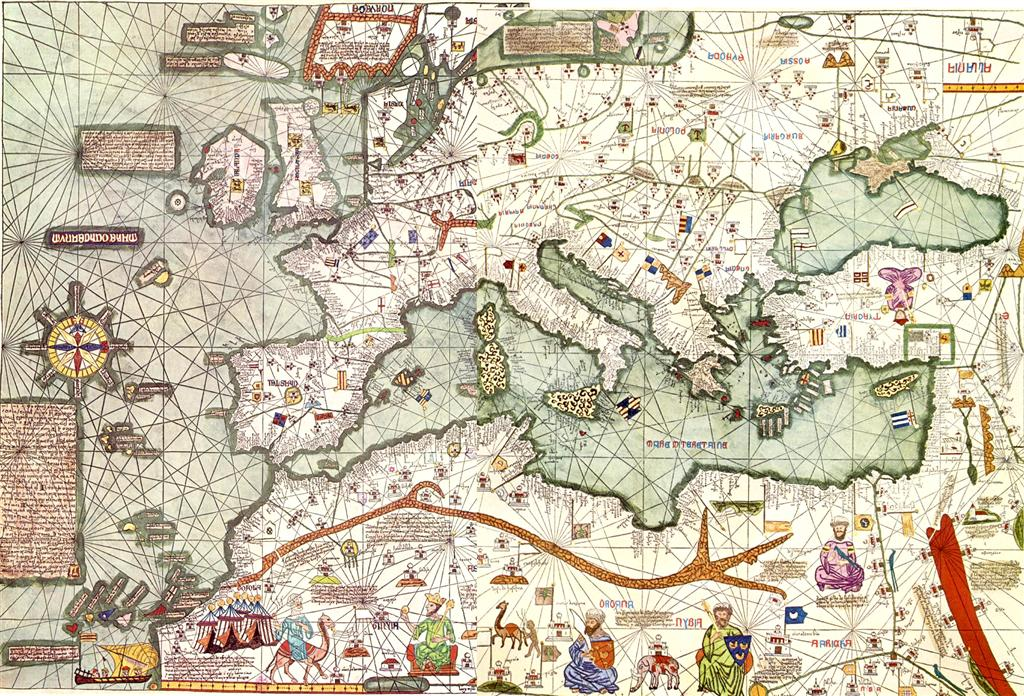
Catalaanse Wereldatlas uit 1375
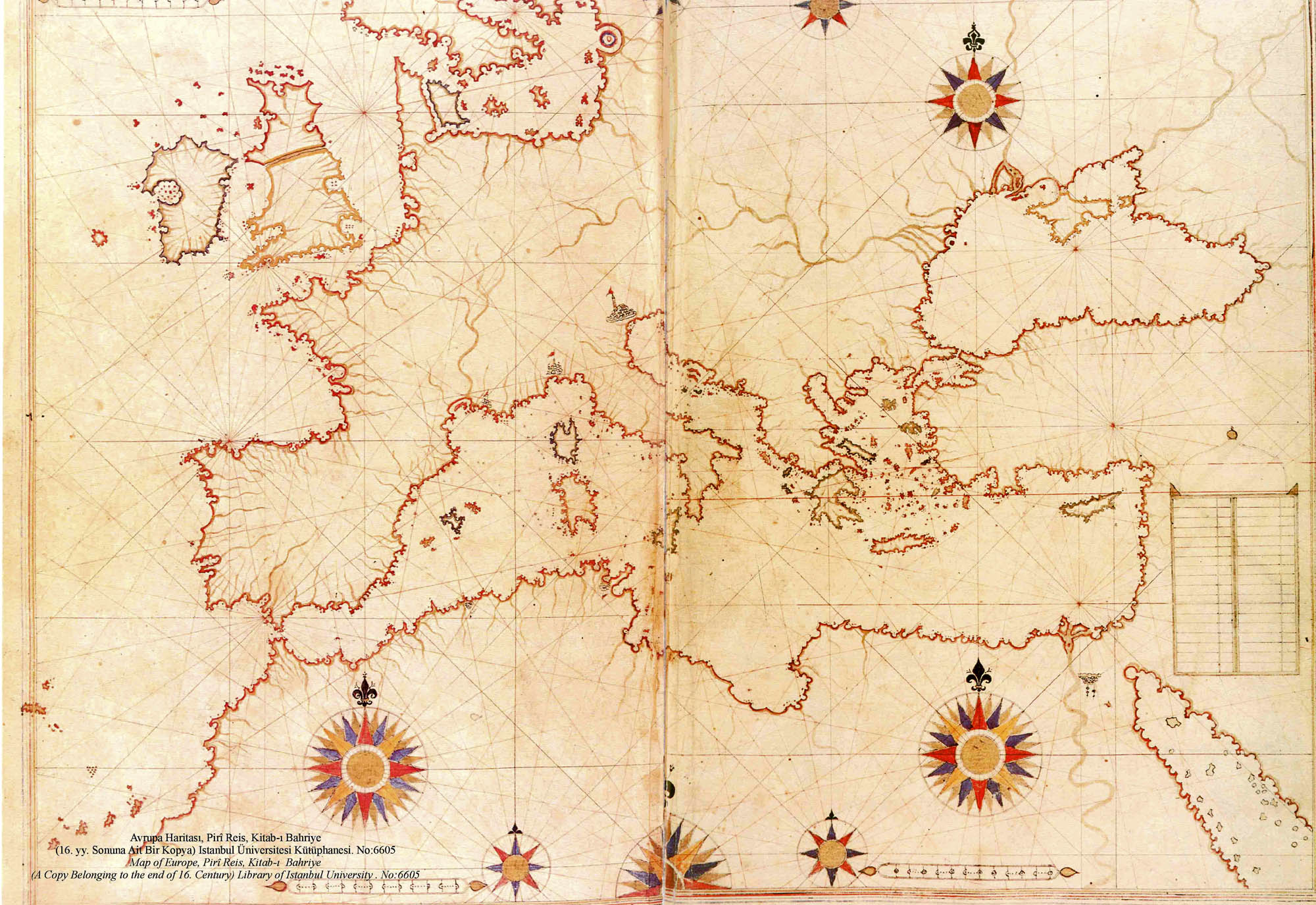
Uit de Piri Reis-kaart van 1513
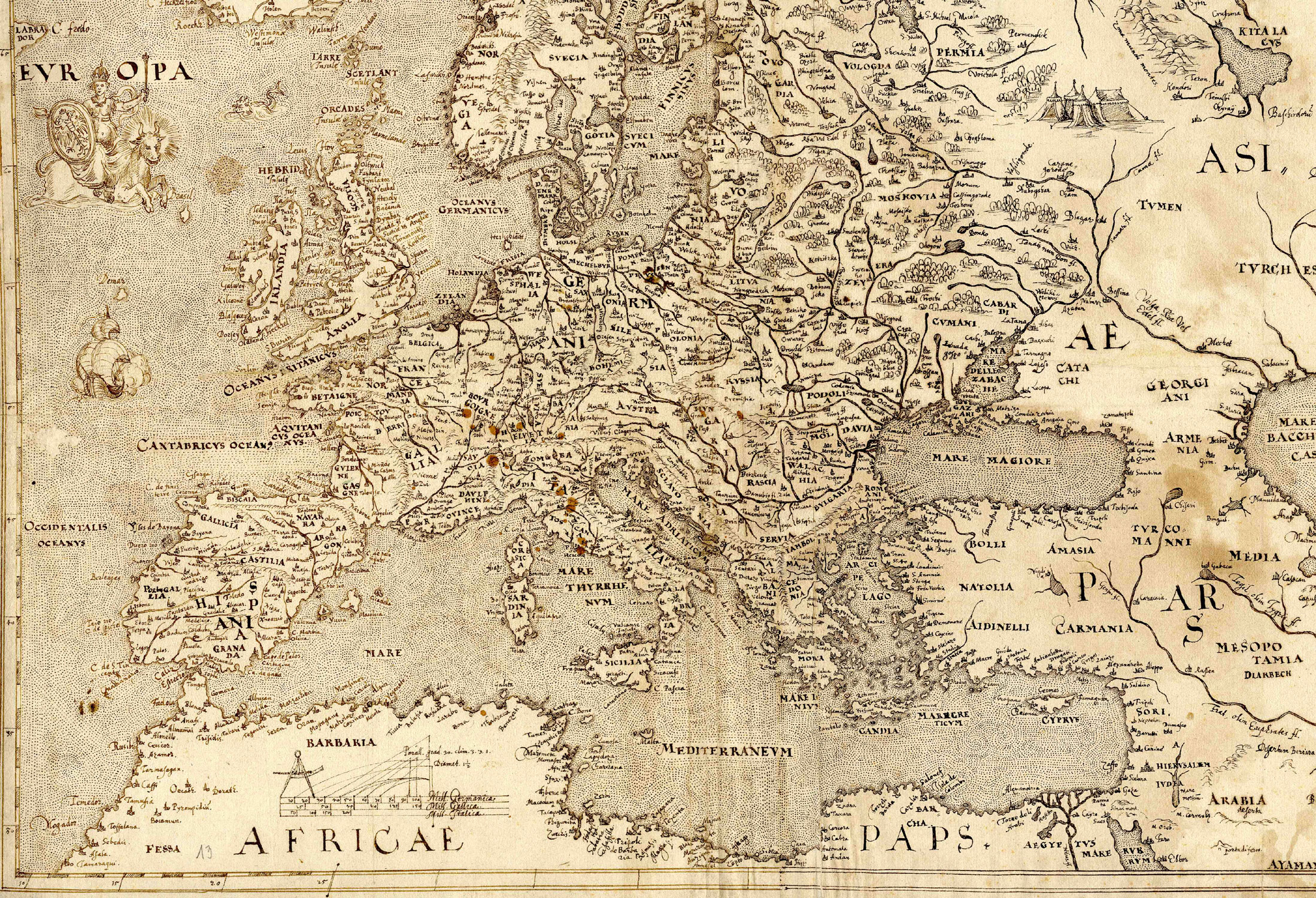
Kaart van Europa, circa 1570
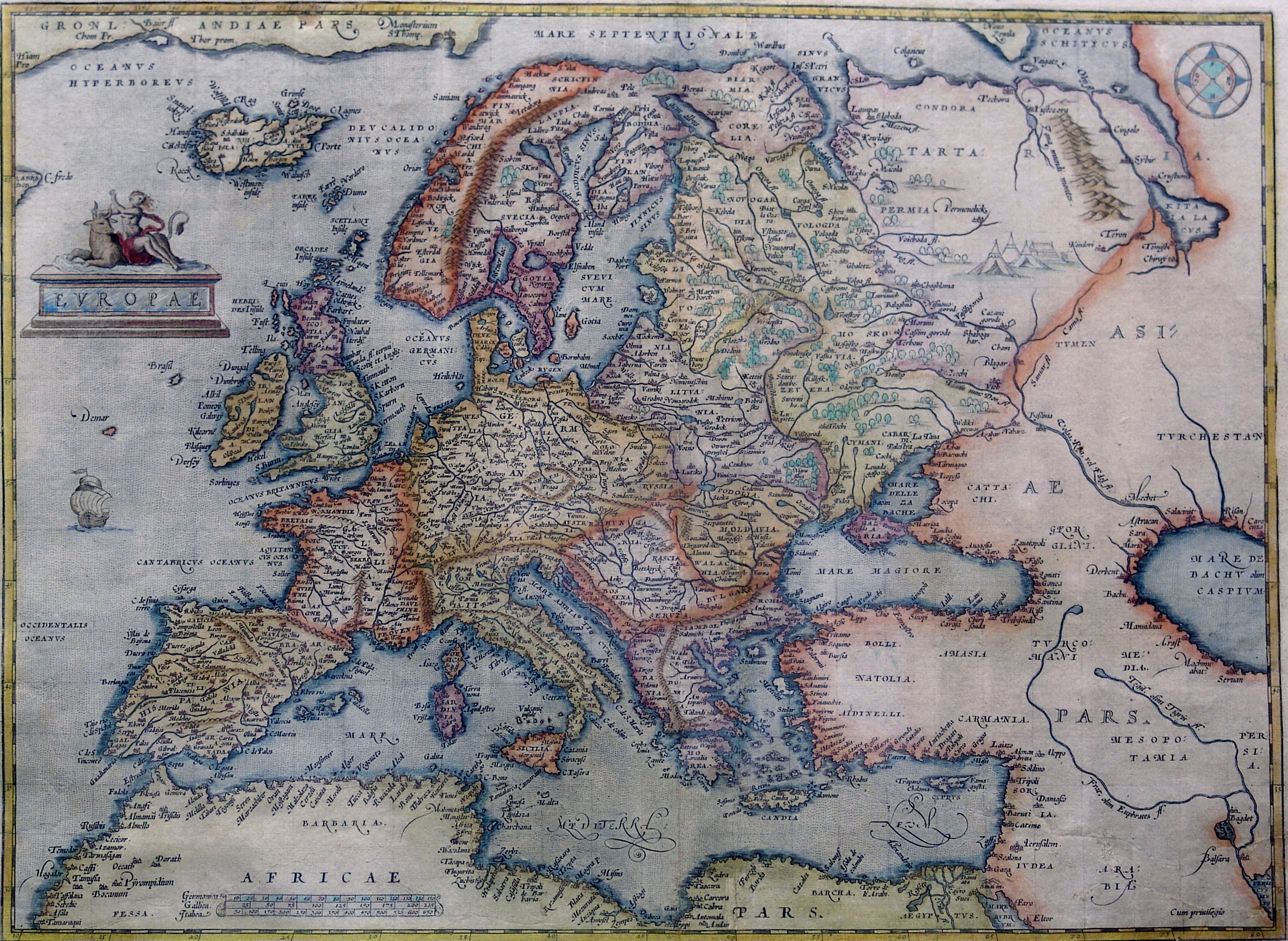
Kaart van Europa, Abraham Ortelius, 1595
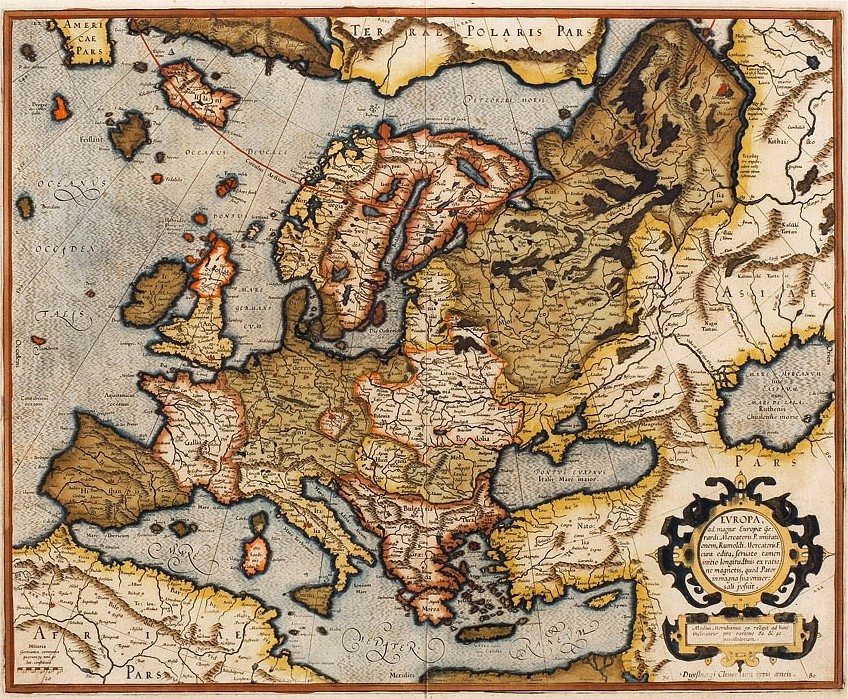
Kaart van Gerardus Mercator uit 1595